# Chick Meehan
John Dennis Meehan, detto Chick (Syracuse, 9 gennaio 1917 – Kerhonkson, 9 aprile 2004), è stato un cestista e allenatore di pallacanestro statunitense, professionista nella NBL.

## Carriera
Giocò per due stagioni nella NBL, disputando complessivamente 51 partite con 4,9 punti di media.